# إيفور كامبل
إيفور كامبل هو مجدف كندي، ولد في 11 يناير 1898 في كيركينتيلوخ في المملكة المتحدة، وتوفي في 1 سبتمبر 1971 في بورتلاند في الولايات المتحدة.

## وصلات خارجية
- إيفور كامبل على موقع الاتحاد الدولي للتجديف (الإنجليزية)
- إيفور كامبل على موقع اللجنة الأولمبية الدولية (الإنجليزية)
- إيفور كامبل على موقع أوليمبيديا (الإنجليزية)